# Geir Hallgrímsson
Geir Hallgrímsson (Reykjavík, 16 de dezembro de 1925 – Reykjavík, 1 de setembro de 1990) foi um político islandês. Ocupou o cargo de Primeiro-ministro da Islândia de 28 de agosto de 1974 até 1 de setembro de 1978.
Geir foi prefeito da capital Reykjavík de 19 de novembro de 1959 a 1º de dezembro de 1972 . De 1970 a 1983 ele foi membro do Parlamento de Althing. Entre 1983 e 1986 foi Ministro dos Negócios Estrangeiros da Islândia e, em seguida, Presidente do Banco Central da Islândia (Seðlabanki Íslands) até à sua morte. De 1973 a 1983, foi presidente do Partido da Independência.
Geir participou da Conferência Bilderberg 1972–1974, 1977, 1978, 1980–1982, 1984–1988 e 1990. Ele também foi membro do Comitê Diretivo.